# Akebono Taró
Akebono Taró (vlastním jménem Chadwick Haheo Rowan; 8. května 1969 Waimanalo, Havaj – 11. dubna 2024 Tokio) byl zápasník sumó, narozený ve Spojených státech amerických a od roku 1996 občan Japonska. Byl havajského, irského a kubánského původu. Měřil 203 cm a vážil 233 kg.
Původně se věnoval basketbalu a studoval Havajskou pacifickou univerzitu. Od roku 1988 žil v Japonsku a připravoval se v profesionální sumó stáji Azumazeki pod vedením krajana Jesseho Kuhauluy. Přijal zápasnické jméno Akebono (Úsvit). Od roku 1990 startoval v nejvyšší divizi japonského sumó. V roce 1993 se stal prvním zápasníkem narozeným mimo Japonsko, který získal titul jokozuna. Ve své kariéře vyhrál 654 utkání a získal jedenáct mistrovských titulů. V roce 2001 přestal zápasit a stal se trenérem.
Od roku 2003 soutěžil v zápasu organizace K-1 a od roku 2005 se věnoval profesionálnímu wrestlingu. Dvakrát se stal šampiónem All Japan Pro Wrestling v těžké váze. Kariéru ukončil ze zdravotních důvodů v roce 2017.
Vystoupil při slavnostním zahájení Zimních olympijských her 1998. Objevil se v cameo roli ve filmu Dannyho parťáci 3.
Zemřel 11. dubna 2024 na srdeční selhání.